# Ioana Tudoran
Ioana Tudoran, née le 3 août 1948 à Otopeni (Roumanie), est une ancienne rameuse roumaine. Elle est médaillée de bronze aux Jeux de 1976.

## Carrière
Elle est triple médaillée d'or mondiale en quatre de couple en 1968, 1970 et 1971.
Lors des Jeux olympiques d'été de 1976, elle remporte une médaille de bronze en quatre de couple. C'est la première médaille olympique de la Roumanie dans ce sport.

## Palmarès

### Jeux olympiques
- Jeux olympiques d'été de 1976 à Montréal ( Canada) :
  -  médaille de bronze en quatre de couple

### Championnats du monde
- Championnats du monde 1974 à Lucerne ( Suisse) :
  -  médaille d'argent en quatre de couple

### Championnats d'Europe
- Championnats d'Europe 1971 à Copenhague ( Danemark) :
  -  médaille d'or en quatre de couple
- Championnats d'Europe 1970 à Tata ( Hongrie) :
  -  médaille d'or en quatre de couple
- Championnats d'Europe 1969 à Klagenfurt ( Autriche) :
  -  médaille d'argent en quatre de couple
- Championnats d'Europe 1968 à Berlin-Est ( République démocratique allemande) :
  -  médaille d'or en quatre de couple